# Hénouttaouy (fille de Pinedjem II)
Pour les articles homonymes, voir Hénouttaouy (homonymie).
Hénouttaouy est une grande prêtresse de l'Égypte antique, épouse d'Amon, sous la XXIe dynastie.

## Généalogie
Son père est Pinedjem II, grand prêtre d'Amon, sa mère Isetemkheb III, chanteuse d'Amon. Ses deux parents sont les enfants du grand prêtre Menkhéperrê, frère de Maâtkarê, l'épouse du dieu qui a précédé Hénouttaouy,.

## Biographie
Hénouttaouy semble avoir succédé à Maâtkarê en tant qu'épouse d'Amon sous le pontificat de son père Pinedjem II. Elle est suivie par Méhytemouskhet, « fille royale » (probablement de Sheshonq Ier, peut-être d'Osorkon l'ancien).
Hénouttaouy n'est connue que par quelques ouchebtis découverts dans la nécropole du Ramesséum,.